# Corte suprema (Finlandia)
La Corte suprema (in finlandese korkein oikeus, in svedese Högsta domstolen) è il massimo organo giurisdizionale civile e penale della Finlandia, come previsto dall'articolo 3 della costituzione. È formata da un presidente e almeno 15 giudici nominati dal Presidente della Repubblica.
La Corte suprema ha sede a Helsinki nell'omonimo palazzo, situato accanto al palazzo presidenziale. L'edificio, costruito originariamente nel 1816, fu interamente ristrutturato in stile neorinascimentale nel 1883 dall'architetto Frans Sjöström. Divenne sede della Corte suprema nel 1933.

## Storia
L'antecedente storico della Corte suprema finlandese fu la corte di appello di Svea, istituita nel 1614 dal re svedese Gustavo Adolfo col compito di pronunciare sentenze in nome del sovrano, al quale era possibile appellarsi contro le sentenze dei giudici. Nel 1789 Gustavo III di Svezia istituì una Corte suprema, da cui deriva l'attuale massimo organo giurisdizionale svedese.
Con il passaggio della Finlandia sotto la dominazione russa, le funzioni del tribunale di ultima istanza vennero assunte prima da una sezione giurisdizionale del consiglio di governo (1809), quindi da un'analoga sezione del senato del Granducato di Finlandia.
Dopo l'indipendenza (1918), la funzione giurisdizionale di ultimo grado fu tolta al governo e affidata ad un nuovo organo indipendente, l'attuale Corte suprema.

## Funzioni
La costituzione stabilisce all'articolo 99 che la Corte suprema è giudice di ultima istanza nelle materie civile, penale e commerciale.
Il suo compito principale è quello di stabilire dei precedenti giurisprudenziali allo scopo di garantire la corretta applicazione e l'uniforme interpretazione del diritto nazionale (funzione nomofilattica). Presso la Corte suprema sono impugnabili le sentenze di una corte d'appello, alcuni pronunciamenti del tribunale delle assicurazione e le sentenze di un tribunale di circoscrizione nella funzione di tribunale agrario (in finlandese maaoikeus). Perché la Corte suprema esamini un ricorso è necessario che la corte stessa abbia concesso un'autorizzazione all'impugnazione (in finlandese valituslupa). Tale autorizzazione viene rilasciata quando:
- è necessario stabilire un precedente per assicurare una corretta e uniforme applicazione del diritto
- una sentenza è annullabile perché viziata da errori di carattere procedurale o da altri errori in base ai quali la sentenza dovrebbe essere annullata
- il ricorso riguarda una questione di particolare importanza

L'autorizzazione non è necessaria quando la sentenza oggetto di impugnazione è stata pronunciata da una corte d'appello in qualità di giudice di primo grado (capitolo 30 del codice di diritto processuale).
Ogni anno vengono presentati alla corte mediamente 3000 ricorsi, dei quali meno del 10% viene autorizzato.
Le sentenze della Corte suprema non sono vincolanti per le magistrature inferiori ma costituiscono comunque un autorevole precedente a cui riferirsi.
La Corte suprema emette inoltre pareri nei casi in cui il presidente della repubblica ha il potere di concedere la grazia e nei casi di estradizione per i quali è competente il ministro della giustizia.
La Corte può dare pareri su progetti di legge e può essere consultata dal presidente dalla repubblica in merito a leggi approvate dal parlamento, prima che egli le promulghi. Infine può, di propria iniziativa, proporre al governo l'adozione di nuovi provvedimenti legislativi o la modifica di leggi esistenti.

## Procedimento
Il procedimento dinanzi alla Corte suprema è articolato in due fasi.
La prima fase è un giudizio di ammissibilità del ricorso, in cui due giudici della corte concedono o negano un'autorizzazione all'impugnazione. Quando l'autorizzazione viene negata, la sentenza impugnata diventa definitiva.
Quando la Corte autorizza l'impugnazione, inizia la fase del giudizio di merito. Si costituisce un collegio giudicante composto da cinque giudici a cui un relatore ha il compito di illustrare la causa oggetto di impugnazione. Il collegio giudicante deve essere composto da 11 giudici quando ciò è richiesto per la gravità della materia trattata oppure la necessità di superare un precedente già posto dalla corte.
Nel decidere la causa la Corte si basa principalmente sugli atti dei precedenti gradi di giudizio ma può tuttavia chiedere l'audizione delle parti, di testimoni o di periti.
Le sentenze della Corte vengono indicate con l'abbreviazione KKO seguite dall'anno e il numero (es.: KKO:2006:106).